# Sinowilsonie Henryova
Sinowilsonie Henryova (Sinowilsonia henryi) je jediný druh rodu sinowilsonie (Sinowilsonia) z čeledi vilínovité (Hamamelidaceae) vyšších dvouděložných rostlin. Je to opadavý keř až nevelký strom s jednoduchými střídavými listy a nenápadnými květy, pocházející z Číny. V Česku je vzácně pěstován jako sbírková dřevina.

## Popis
Sinowilsonie je opadavý jednodomý keř až nevysoký strom dorůstající výšky až 8 metrů. Mladé větvičky i listy jsou hvězdovitě chlupaté. Pupeny jsou nahé, nekryté šupinami. Palisty jsou čárkovitě kopinaté, asi 8 mm dlouhé, opadavé, po opadu zanechávající drobné jizvy. s jednoduchými střídavými listy s palisty. Listy jsou jednoduché, střídavé, s palisty, řapíkaté, s tenkou a mírně asymetrickou čepelí, na okraji obvykle pilovité, na bázi zaoblené až mírně srdčité, na vrcholu špičaté až krátce zašpičatělé. Čepel listů je 10 až 18 cm dlouhá a 6 až 11 cm široká, řapík bývá 8 až 15 mm dlouhý. Žilnatina je zpeřená, tvořená 7 až 9 páry postranních žilek, na rubu vystouplá. Květy jsou drobné, nenápadné, jednopohlavné, uspořádané v koncovém převislém hroznu, podepřené listeny a listenci. Květenství jsou jednopohlavná, asi 6 až 8 cm dlouhá, samičí se za plodu prodlužují. Kalich je tvořen 5 zelenavými lístky s šídlovitými cípy a je asi 1,5 mm dlouhý. Koruna chybí nebo je přítomna pouze v podobě nepatrných pozůstatků. Samčí květy jsou stopkaté a obsahují 5 tyčinek s krátkými nitkami a ve vstřícném postavení ke kališním cípům a rudiment semeníku. Samičí květy jsou přisedlé a obsahují rudimenty tyčinek - staminodia. Semeník je téměř svrchní, avšak zanořen v číšce podepírající květ, srostlý ze 2 plodolistů obsahujících po 1 vajíčku. Čnělky jsou dlouhé, nitkovité, se sbíhavou bliznou. Plodem je dvoupouzdrá dřevitá tobolka se 2 semeny. Tobolky jsou asi 1 cm dlouhé, přisedlé, na povrchu hvězdovitě chlupaté. Semena jsou asi 8 mm dlouhá.

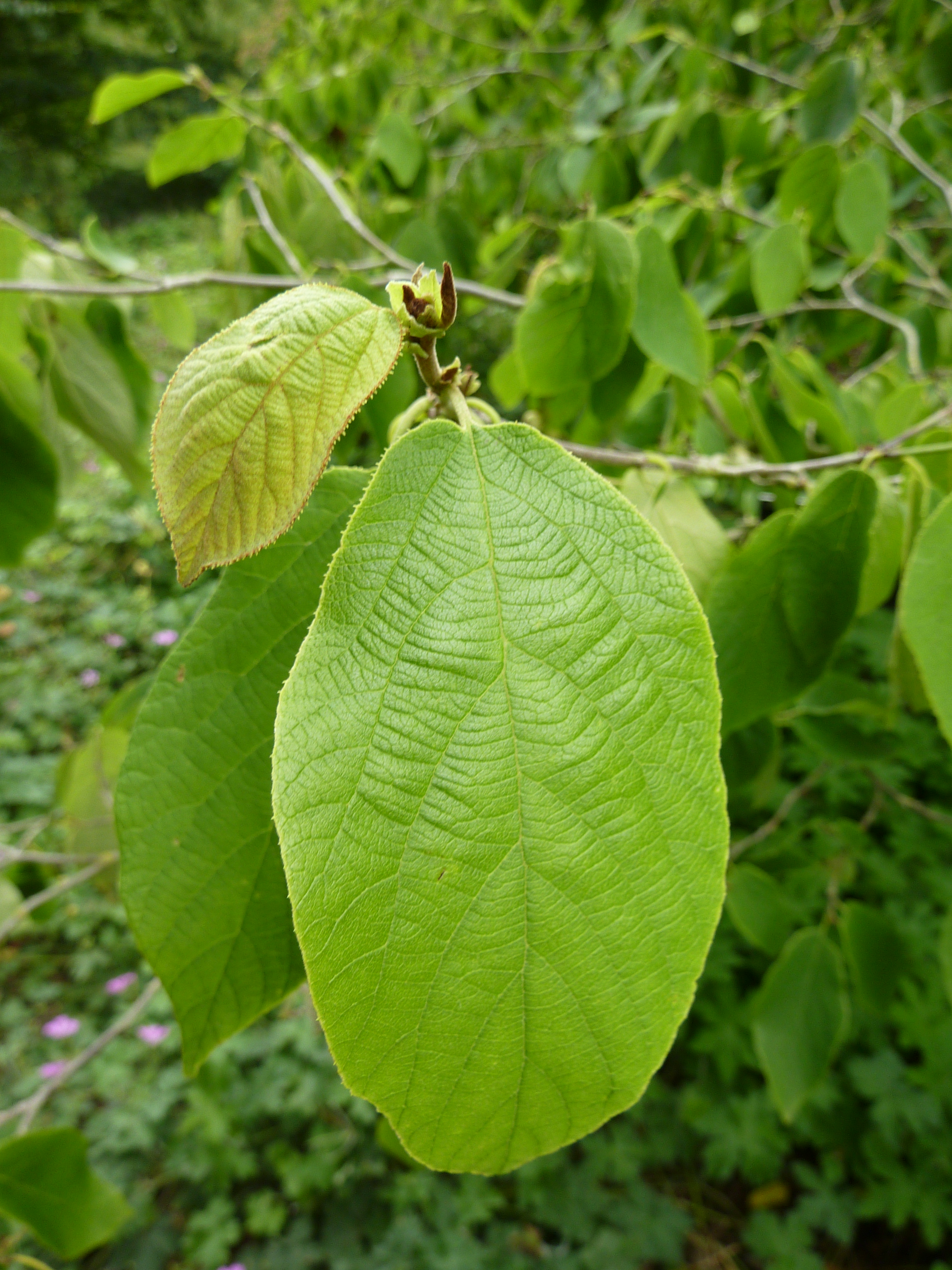
Detail listu sinowilsonie
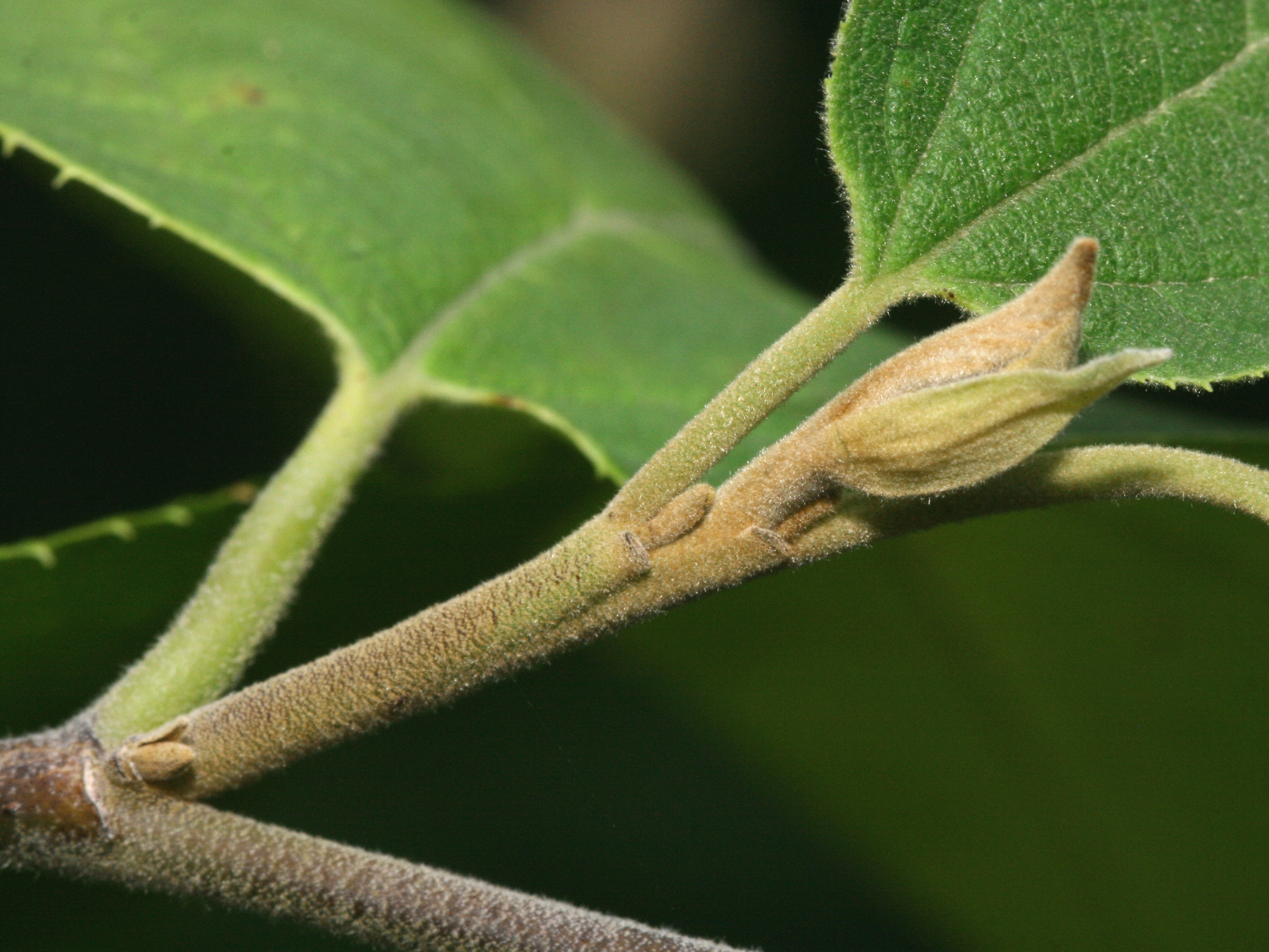
Detail větévky sinowilsonie
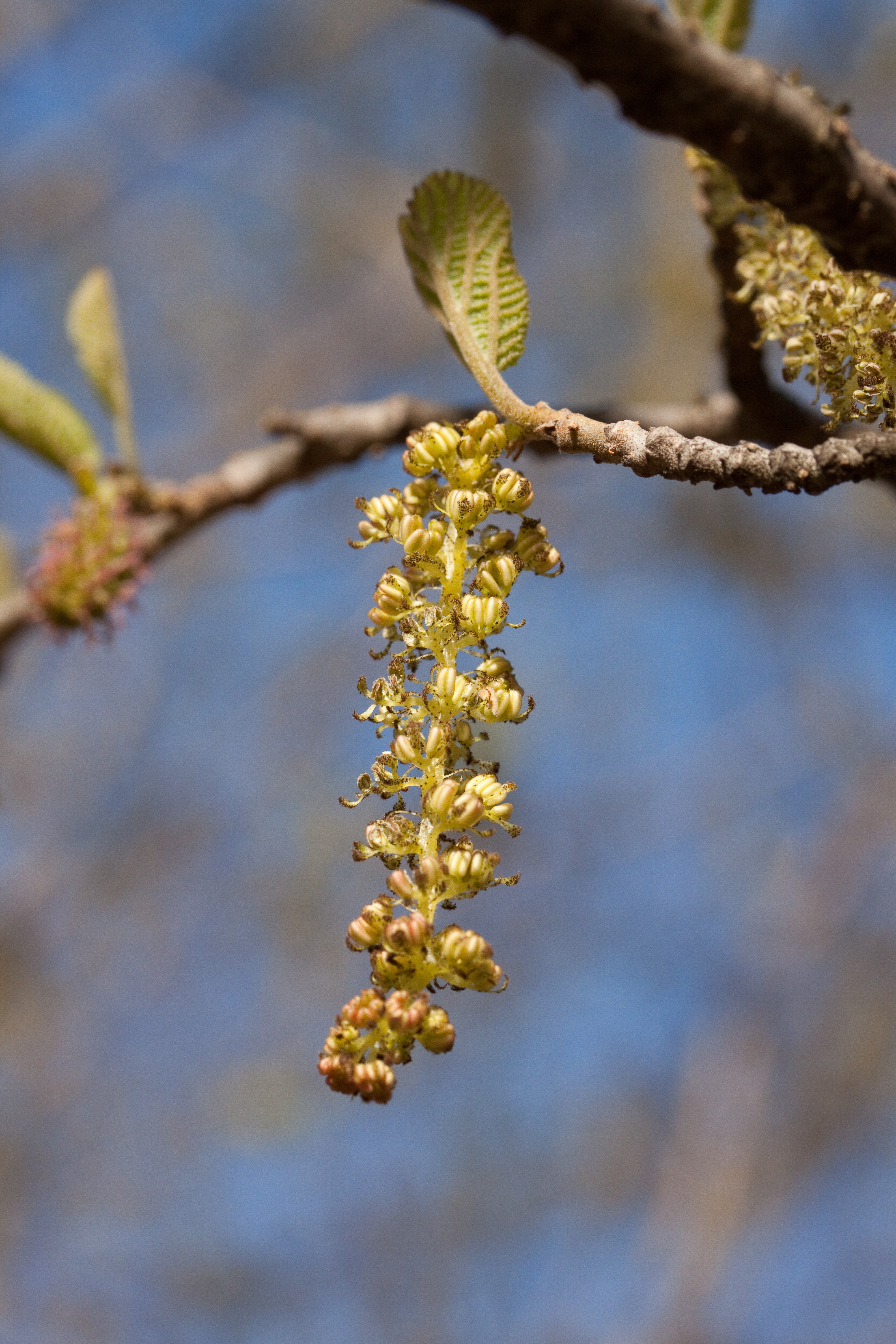
Samčí květenství sinowilsonie
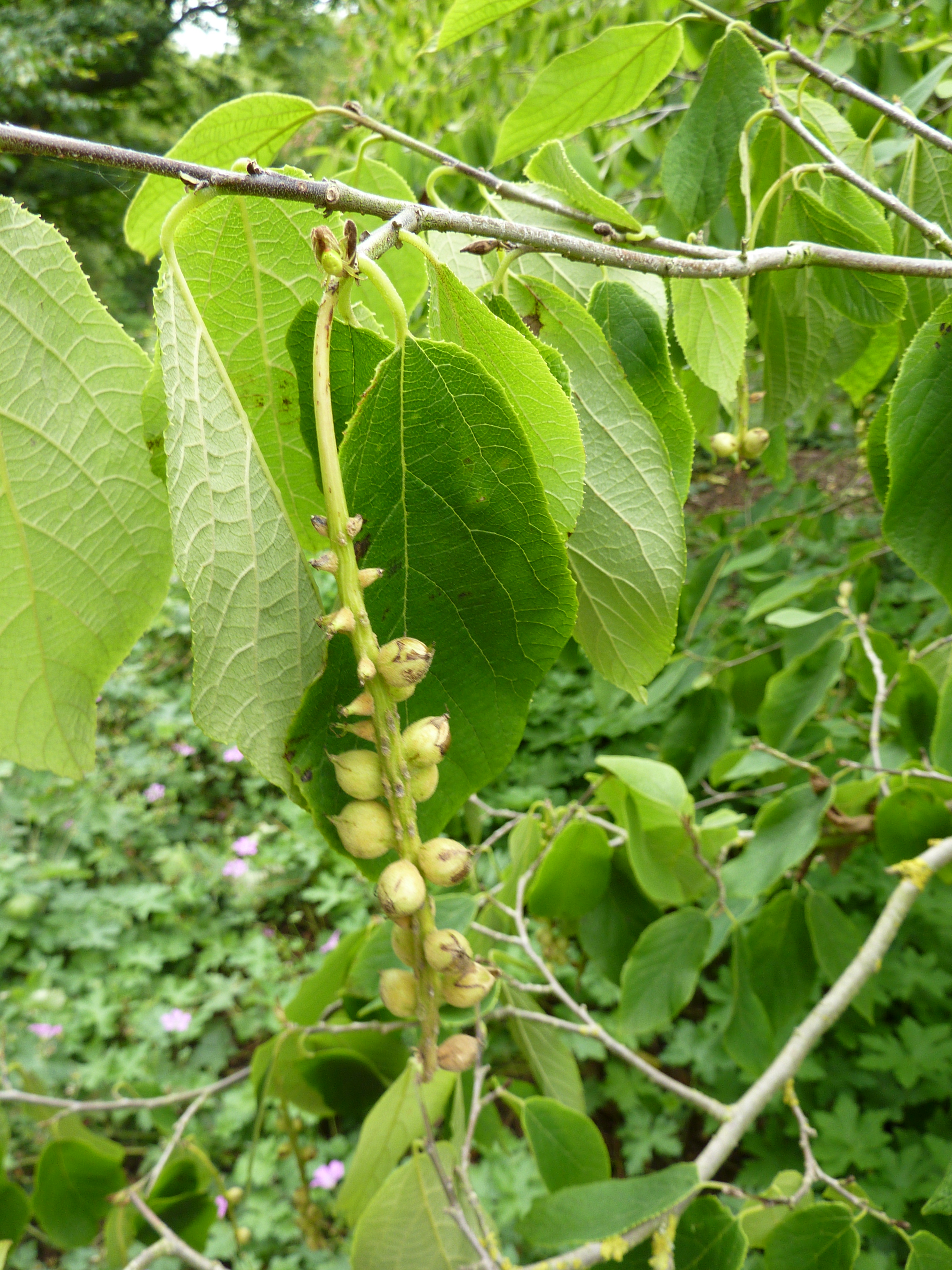
Větévka s plody

## Rozšíření
Sinowilsonie Henryova se vyskytuje ve střední Číně v provinciích Kan-su, Che-nan, Chu-pej, Šen-si, Šan-si a S’-čchuan. Roste jako složka místních lesů v nadmořských výškách 800 až 1500 metrů.

## Taxonomie
V současnosti jsou rozlišovány 2 variety sinowilsonie:
- Sinowilsonia henryi var. henryi - listy obvejčité, na rubu chlupaté, na líci řídce chlupaté podél žilek. Vyskytuje se v Číně v nadm. výškách 1000 až 1500 metrů.
- Sinowilsonia henryi var. glabrescens - listy obvejčitě okrouhlé, na rubu lysé. Vyskytuje se v čínské provincii Šan-si v nadm. výškách 800 až 1000 metrů.[4]

## Pěstování
Sinowilsonie je v našich podmínkách dosti odolná proti mrazu. Daří se jí na slunném až polostinném stanovišti ve výživné propustné nevápenaté půdě. Semena klíčí nesnadno, a vyžadují 1 až 2 roky trvající stratifikaci, k rozmnožování se proto častěji používají zelené řízky odebírané v červnu, případně roubování na podnož vilínu.

## Význam
Sinowilsonie Henryova je v Česku vzácně pěstována jako sbírková dřevina. Je uváděna z Dendrologické zahrady v Průhonicích a z Japonské zahrady v Pražské botanické zahradě v Tróji, pěkný exemplář je vysazen též v Arboretu MU v Brně.